# دوزه
دوزه (بالفارسية: دوزه) هي منطقة سكنية تقع في إيران في Simakan District. يقدر عدد سكانها بـ 790 نسمة .